# Acmanthera minima
Acmanthera minima är en tvåhjärtbladig växtart som beskrevs av W.R. Anderson. Acmanthera minima ingår i släktet Acmanthera och familjen Malpighiaceae. Inga underarter finns listade i Catalogue of Life.